# Harderwijk
Harderwijk – miasto i gmina w środkowej Holandii (prowincja Geldria). Liczy ok. 42 tys. mieszkańców (2008).